# Robertas Grabauskas
Robertas Grabauskas (nacido el 3 de agosto de 1990 en Vilnius) es un jugador de baloncesto profesional lituano. Con 2,08 metros de altura juega en la posición de pívot. Actualmente forma parte de la plantilla del CB Almansa de la Liga LEB Oro.

## Trayectoria
Robertas se formó los Northwood Timberwolves y tras no ser drafteado en 2013, regreso a su país para iniciar su carrera profesional en las filas del Lietkabelis Panevezys. Más tarde, el jugador daría el salto a Estonia para formar parte del TLU Kalev y al que volvería una temporada después tras un breve paso por las filas del CS Gaz Metan Medias de Rumanía. En las filas del equipo de Tallin, promedia 10,2 puntos, 6,1 rebotes y 13,1 de valoración en más de 22 minutos por encuentro en la liga estonia.
En febrero de 2017, se incorpora al Palma Air Europa, firmando hasta el final de la temporada 2016-17 para reforzar el juego interior del equipo, logrando unos promedios de 9,7 puntos y 4,5 rebotes en solo 17,5 minutos por encuentro.
En julio de 2017 firma con el Cáceres Patrimonio de la Humanidad, equipo con el que disputó 34 partidos (todos los de la temporada 2017/18) registrando medias de 7,9 puntos y 5 rebotes.
En la temporada 2018/19 firma con el Walter Tigers Tubingen, club de la Pro-A (segunda división) alemana, registrando medias de 7.1 puntos y 5.5 rebotes. También disputó algunos partidos con el Ezerunas Moletai de la segunda división lituana.
En la temporada 2019/20 regresa a la LEB Oro española, enrolado en las filas del Peñas Huesca, donde acredita medias de 8.9 puntos y 5.7 rebotes.
En julio de 2020 firma con el CAB Madeira de la LPB (primera división portuguesa) para disputar la temporada 2020/21. Disputó 27 encuentros con promedios de 12.1 puntos y 5.9 rebotes.
El 22 de septiembre de 2021, firma por el CB Almansa de la LEB Oro. Promedió 7.3 puntos y 4.6 rebotes en 34 partidos durante la temporada 2021-22.